# آش برنج
آش برنج یکی از آش‌های سنتی استان همدان است. این آش که شامل برنج، گشنیز، عدس و آب قلم می‌شود، بسته به سلیقه با ماست یا آبغوره صرف می‌شود.